# Geesteren (Overijssel)
Pour les articles homonymes, voir Geesteren.
Geesteren est un village néerlandais de la commune de Tubbergen, situé dans la province d'Overijssel.

## Géographie
Geesteren est situé dans le nord-est de la province d'Overijssel, entre Tubbergen et Westerhaar-Vriezenveensewijk. C'est le deuxième village de la commune de Tubbergen.

## Histoire
En 1840, Geesteren comptait 222 maisons et 1 329 habitants, y compris les habitants de Langeveen et de Harbrinkhoek.